# バニング
バニング (Vanning) とは、ミニバンやライトバン等のワゴン車を用いたカスタム手法（和製英語*）。もしくは当該カスタムを施した改造車のこと。
元々はアメリカ合衆国、特に西海岸におけるバンを使ったカスタム手法を日本に持ち込んだ物である。

## 発祥
1960年代に当時アメリカ西海岸の若者の間ではやっていたピックアップトラックを用いたカスタムから派生したのが始まりとされている。このトラックへのカスタムはトラッキンとよばれる。このトラッキンより派生したカスタムは「ストリート・バン」と呼ばれ、主に「ダッジ・A100」、「ダッジ・トレーズマン」や「シェビーバン」がベースとして好まれていた。
当初は移動時、及び休憩時の快適性向上のためにキャンピングカーに見られるような架装を彼らなりの趣向のもとに行っていたのが、次第に外装を含めたカスタムを行うようになっていったとされている。しかし時代と共に衰退し、1970年代にピークを迎えた後に1980年代末にアメリカ西海岸では廃れた。

## 「バニング」という名称について
英語: vanの動詞としての語義は有蓋貨物自動車であるバンで輸送すること、またはミニバンなどのワンボックスカーで移動すること。物流・貿易関係用語としてのvanningは、（海上）輸送コンテナに貨物を詰め込む作業のこと。

## 日本でのバニング

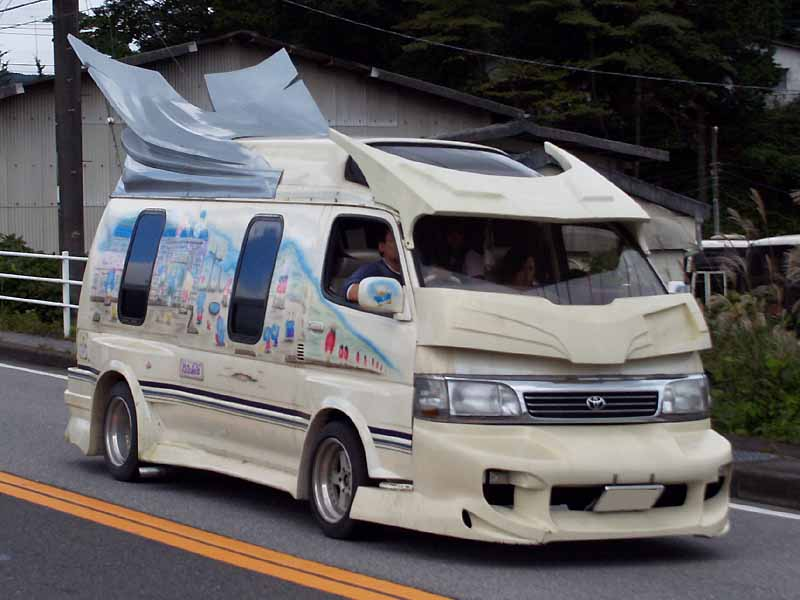
ハイエースのバニング

日本への導入は諸説あるが、主に1970年代とされている。
その際モチーフ全てを導入したわけではなく、彼らなりの観点で消化・吸収された。
そのため当初から日本の愛好家たちの間では、アメリカに売られているバンだけにこだわらず、当時国内に流通していたバン（主にトヨタ・ハイエースや日産・キャラバンなど）を使ってカスタムしていた。
この分野の普及に貢献したのはサーファーなどのバンを普段の生活で使っていた人々、特にそのなかでも従来の商業車然としたバンのイメージにこだわらない者や、他人と同じ車に乗りたくないといった意志をもっていた者とされている｡
導入初期の頃はカスタム自体はアメリカのホットロッドやキャルルックなどに見られるような手法（例えば明るめのカラーリングや車体にフレームスを入れるなど）で行われていたが、バブル期にバニングがカスタムの世界においてブームとなると、他ジャンルからのカスタマーが流れてきたため次第にアメリカを意識しない日本独自の派手な志向に転向していき、爆音・大径オーディオや威圧的なエアロパーツ、車高と同等の高さを持つリアスポイラーを装着するなど、発祥当初のスタイルから乖離し、日本独自の文化として発展していった。
外装にイラストや写真を貼り付けたり描いたりするので、痛車の先駆けではないかといわれることがある。
日本国内で8ナンバー(特殊車両)としてナンバーを取得して車検を通過する抜け穴的な手法が使われていた。車検を受ける際に必要な設備を一時的に設けて強引に車検を通過させる「車検戻し」のような非合法的な行為も横行した。

### カスタマイズの特徴
- 外装
  - エアロパーツを装着して外観を大きく変える。派手な形状のリアスポイラーやエアダムを装着する例が多く見られる。
  - フロントと前ドア以外の窓を全て埋め、外観をフラットにする。または縦長や円形、星形、ハート形などに窓を開け直すこともある。
  - デコトラのパーツを流用することもある。
  - ドアのヒンジを改造しガルウィングドアやシザーズドア化するものがある。
  - チェリールーフといわれる他車種のリアガラスをルーフに埋め込んでガラスルーフにする改造がある。

- 塗装
  - パールやメタリック系の他、ソリッドなパステル調の塗料が用いられることが多い。
  - エアブラシやカッティングシートを使ってオーナーの好きな絵（アーティスティックな創作イラストをはじめ、有名芸能人や声優、アニメキャラなど様々なジャンルがある）が描かれている車も多い。

- 内装
  - 内装素材を全て張り替えたり、豪華な皮シートにしたりすることなどが行われている。
  - ラウンジをモチーフにしてソファーやテーブル、シャンデリアなどを取り付けたり、あるいはシートをフルフラットにしてレストスペースを構成できるようにしている改造が多い。
  - ウーファーなどの大型のスピーカーを音響族のように搭載することがある。

- 機関や電装
  - エキゾーストマニホールドを2分割し別々に排気するマ二割がよく行われる。
  - 新幹線のホーンやヤンキーホーンなどのエアホーンを搭載したり、クラクションを社外製に交換する改造がある。
  - 車軸を増設し、後2軸にする改造手法がある。
  - 他車種のテールライトを加工して搭載する、テール流用が行われることがある。

### 法令・保安基準との関係
派手で大型なエアロパーツを装着するバニングは、日本国内においてはそのまま車検を通すことは難しいが、構造変更の必要が無い範囲内に収めるか、構造変更の申請を行い公認されれば合法的にナンバーを取得することはできる（構造変更の有無にかかわらず道路運送車両の保安基準の遵守は必須）。そのため、バニングの全てが不正改造車というわけではない。
2001年の道路運送車両法改正により8ナンバー（特種用途自動車）の取得条件が厳しくなっており、これ以降の8ナンバー取得は難しくなっている。

### 代表的なベース車両
- トヨタ・バン
- トヨタ・ハイエース
- 日産・キャラバン
- シボレー・アストロ
- 日産・バネット
- マツダ・ボンゴ

## バニングの現在
現在バニングはほぼ消滅している。その数の少なさは絶滅危惧種と揶揄されることがある。
2001年の道路運送車両法の改正により8ナンバーの取得条件が厳しくなり、事実上の禁止となった。規制後の現在もバニングを制作することは可能だがナンバーを取得する場合は3ナンバーや1ナンバーを利用したり構造変更の必要がない程度に抑えて制作されることが多い。
本来のバニングがあまりにも少なくバンのカスタムがすべてバニングと勘違いしている者も存在する。
海外にて日本のバニングを「JDM car」の一種として知られているが、ほかのJDMジャンルと比較すると知名度は低い。なお「発祥」で紹介したバニングは知名度はほとんど無いに等しい。

## TVでの登場
「所さんの学校では教えてくれないそこんトコロ！」にて「バットマンカー」と名付けられたバニングが登場している。